# کلرید هیدروکسیل‌آمونیوم
کلرید هیدروکسیل‌آمونیوم (به انگلیسی: Hydroxylammonium chloride) با فرمول شیمیایی HONH۲·HCl یک ترکیب شیمیایی است. که جرم مولی آن 69.49 g/mol می‌باشد. شکل ظاهری این ترکیب، جامد بلوری سفید رنگ است.